# 马力欧与路易吉RPG
《瑪利歐與路易吉RPG》是一款由AlphaDream公司制作、任天堂發行的角色扮演遊戲。本作於2003年在Game Boy Advance平台發售，2014年在Wii U平台以Virtual Console方式重新發售。
2017年10月6日，於任天堂3DS推出重製版《瑪利歐與路易吉RPG1 DX》。

## 特色
本作與《超級瑪利歐RPG》最大的不同，就是能夠同時操作瑪利歐與路易吉兩位角色進行冒險。
與另外兩款角色扮演遊戲《超級瑪利歐RPG》和《紙片瑪利歐》相比，本作戰鬥中的動作要素佔了更多比例。且新加入的「兄弟技能」（ブラザーアクション）使玩家可以透過兩位角色的互動進行攻擊。

## 劇情
碧姬公主被假扮成豆子王國（マメーリア王国）親善大使的邪惡魔女奪走了聲音。瑪利歐與路易吉為了奪回碧姬公主的聲音，踏上了豆子王國的旅程

## DX
《瑪利歐與路易吉RPG1 DX》於E3 2017首次公開，為本作於任天堂3DS平台的重製版。本作對應Amiibo。
新模式「庫巴軍團 RPG」（クッパ軍団 RPG），使玩家能夠操作栗寶寶召集庫巴軍團，尋找下落不明的庫巴。

## 評價
截至2007年，本作Game Boy Advance版於日本銷量為441,000套，美國銷量1,460,000套。

## 外部連結
《瑪利歐與路易吉RPG》官方網站（日文） （页面存档备份，存于）
《瑪利歐與路易吉RPG1 DX》官方網站（日文） （页面存档备份，存于）
《瑪利歐與路易吉RPG1 DX》官方網站（英文） （页面存档备份，存于）